# Lendenfeldia plicata
Lendenfeldia plicata är en svampdjursart som först beskrevs av Eugen Johann Christoph Esper 1794.  Lendenfeldia plicata ingår i släktet Lendenfeldia och familjen Thorectidae. Inga underarter finns listade i Catalogue of Life.